# Bronisław Malinowski
Bronisław Kasper Malinowski, född 7 april 1884 i Kraków, död 16 maj 1942 i New Haven, Connecticut, var en polsk-brittisk socialantropolog och sociolog. Han är känd som den moderna antropologins fader.

## Utbildning
Bronisław Malinowskis akademiska bana verkade tidigt utstakad men kanske inte så som hans omgivning hade kunnat gissa. Sin doktorsgrad vid det Jagellonska universitetet i Krakow fick han i matematisk fysik 1908, varefter han tillbringade några år som föreläsare vid universitetet i Leipzig. Här kom han i kontakt med det som då kallades Völkerpsychologie, eller folkpsykologi som fångade hans fascination. Väl medveten om att den tidens främsta antropologer och sociologer höll till i England, flyttade han till London och London School of Economics (LSE) för att läsa antropologi. Under perioden juni 1915 och maj 1916, samt oktober 1917 och oktober 1918 bedrev han banbrytande fältstudier på ögrupperna D’Entrecasteaux-öarna och Trobriandöarna öster om dagens Papua Nya Guinea. 1922 erhöll han sin andra doktorstitel och stannade kvar i London där han fick vad som skulle bli en mångårig anställning som universitetslärare.

## Den moderna antropologin
Fram till Malinowskis fältarbete i Trobrianderna hade antropologi mest bestått av textanalys och teoretisering av hörsägner. Antropologerna hade i de flesta fall aldrig varit på de platser som de ansågs vara experter på utan förlitade sig på information från sjömän, handelsresande och soldater. Genom sitt två år långa fältarbete förändrade Malinowski grundreglerna för antropologisk forskning. Dessa grundregler är fortfarande förhärskande i modern socialantropologi där det långa fältarbetet (som bör spänna över mellan 12 och 24 månader) närmast är obligatoriskt under forskarutbildningen på de flesta universitet.
Malinowski stipulerade att en socialantropologs främsta uppgift är att:
1. fånga den lokale individens världssyn och finna kulturtypiska tankemönster och kulturtypisk logik, samt att förstå de bakomliggande orsakerna därtill, och 2. fastställa vad som är norm, lag, kutym, tradition, sed och moral i det undersökta samhället.
I praktiken skulle detta enligt Malinowski åstadkommas genom att:
1. etablera forskarstationen så nära kultursfären ifråga som möjligt för att på så sätt undvika att forskaren kommer och går som till och från jobbet. I fält skall antropologen befinna sig hela tiden för att försöka bli ett naturligt inslag bland de människor som den arbetar med och för att så lite som möjligt av ett folks kultur går den förbi, 2. tala lokalbefolkningens språk. Tolkar är ofta filter och risken är stor att en stor del av informationen går förlorad i översättningen. Bristande språkkunskaper hos forskaren kan förstås också riskera kvaliteten på forskningen,
3. respektera de lagar och seder som gäller i det aktuella området och anpassa sig till vad som där anses vara gott uppförande oavsett hur olikt antropologens egen uppfostran det kan förefalla, 4. anträda sin forskning så förutsättningslöst som möjligt utan att försöka påverka sina informanter, driva förutbestämda teser eller ägna sig åt sensationssökeri.
Ledordet i Malinowskis moderna antropologi var, och är fortfarande, deltagande observation. Fältforskaren skall integreras så till den grad i samhället under luppen, att den deltar i de dagliga aktiviteterna (tvättar, jagar, lagar mat, bygger hyddor, deltar i ceremonier och riter etc) för att på så sätt få en närbild av det vardagliga livet och kulturen. Skämtsamt kallar antropologer detta "go native".

## Funktionalism
Antropologin hade länge varit ett barn av sin tid, och för socialvetenskaperna är detta i och för sig inget konstigt. I kolonialismens kölvatten hade således antropologer som Lewis Henry Morgan och Leslie White formaliserat och strukturerat läran om kulturevolution, vilken i praktiken gav akademisk legitimitet åt européernas kolonisering av "de mindre utvecklade" folken i Afrika och Asien.
Malinowski kom att kraftigt attackera den här inställningen och hävdade att olika system av ekonomi, släktskap, religion/myt, övergångsriter etc grundar sig i olika folks verkliga behov, snarare än en linjär utveckling från lägre till högre. Ett väldefinierat och avancerat släktskapssystem skulle t.ex. garantera att inavel kunde undvikas i områden där risken för sådan var stor. Denna funktionella kultursyn fick beteckningen funktionalism. Alfred R. Radcliffe-Brown skulle sedermera utveckla funktionalismen och skapa begreppet strukturfunktionalism, med vilket han kritiserade Malinowski för att vara för enkelspårig och endimensionell i sin analys. Aven om den renodlade funktionalismen i hög grad har övergivits av dagens antropologer hade den stor betydelse i bekämpningen av den eurocentrism som rådde när förra seklet var ungt.

## Malinowski om religion
Till skillnad från många andra antropologer av sin tid var Malinowski influerad av de nya psykologiska strömningarna. När det gällde frågan om religion var han inspirerad av William James Varieties of Religious Experiences (1902). Malinowski såg, precis som James, att religion hade sitt ursprung i den individuella erfarenheten. Stunder då individen var ensam, distanserad från samhället. Medan Émilie Durkheim såg religion som något som först och främst var något socialt, såg Malinowski det istället som något högst privat. Malinowski menade att religion fyller en funktion för individen inte den sociala gruppen.

## Viktigaste verk
- Argonauts of the Western Pacific, 1922
- Brott och bruk i ett primitivt samhälle (Crime and Custom in Savage Society), 1926)
- Sex och tabu i ett primitivt samhälle (Sex and Repression in Savage Society, 1927)
- The Sexual Life of Savages in North-Western Melanesia, 1929
- Coral Gardens and Their Magic: A Study of the Methods of Tilling the Soil and of Agricultural Rites in the Trobriand Islands, 1935
- Magic, Science, and Religion, 1948
- The Dynamics of Culture Change, 1961
- A Diary In the Strictest Sense of the Term, 1967